# Louis Buchalter
Louis "Lepke" Buchalter (Nueva York, 12 de febrero de 1897 – 4 de marzo de 1944) fue un gánster estadounidense de origen judío del crimen organizado judeoestadounidense. Es el único jefe mafioso de la historia de los Estados Unidos que murió ejecutado en la silla eléctrica.

## Comienzos
Nació en 1897 en el Lower East Side de Manhattan, en una familia de inmigrantes procedentes de Europa Oriental. Su sobrenombre, "Lepke", por el que fue conocido desde muy pronto, es un apócope del diminutivo yidis "Lepkeleh" ("Luisito"). Desde su juventud estuvo envuelto en pequeños robos. Fue detenido por primera vez el 2 de septiembre de 1915, y en 1919, a los 22 años, ya había cumplido dos condenas en prisión. Tras ser liberado, se asoció con un amigo de infancia, Jacob "Gurrah" Shapiro, con el que poco a poco fue apoderándose del control de los sindicatos de la industria textil del Lower East Side. Extorsionaba a los propietarios de las fábricas, amenazándoles con huelgas. Más tarde, extendió a otros negocios este sistema de "protección". Su éxito llamó la atención de otras destacadas figuras del crimen organizado, como Salvatore Maranzano o Charles "Lucky" Luciano.

## Murder Inc.
En 1929, bajo el liderazgo de "Lucky" Luciano, se creó, con el fin de controlar los negocios ilegales del juego, la prostitución y las drogas en todo el territorio estadounidense, una organización criminal que más tarde sería conocida popularmente como "Sindicato del Crimen" o "La Comisión", y que reunía a jefes mafiosos de todo el país junto con las llamadas "Cinco Familias" de Nueva York. Para resolver expeditivamente los problemas que pudieran presentárseles, dos de los hombres de confianza de Luciano, Bugsy Siegel y Meyer Lansky, organizaron una banda de asesinos, conocida popularmente como Murder Inc.. Cuando Siegel y Lansky se trasladaron a la costa oeste, Luciano dio a Buchalter el control de la banda, como recompensa por su ayuda durante la llamada "Guerra de Castellammarese".
Según los expertos en el tema, Murder Inc. fue responsable de entre 400 y 800 asesinatos. Se atribuyen a "Lepke" aproximadamente un centenar de homicidios. Algunos de los pistoleros a sus órdenes fueron Abe "Kid Twist" Reles, Seymour "Blue Jaw" Magoon, Frank "Dasher" Abbandando, Harry "Happy" Maione, Albert "Tick-Tock" Tannenbaum, y Harry "Pittsburgh Phil" Strauss (apodado "Pittsburgh Phil" a pesar de no tener ninguna relación con dicha ciudad). Tristemente célebre se hizo también otro de los asesinos del grupo, Albert "Mad Hatter" Anastasia. 
En 1935, Dutch Schultz, que se enfrentaba a un proceso por evasión de impuestos, solicitó a "la Comisión" que acabase con el fiscal especial encargado de su caso, Thomas E. Dewey. Dada la relevancia social de Dewey, "la Comisión" se negó hacer el trabajo; más aún, se decidió acabar con Schultz para evitar posibles problemas, ya que éste había declarado que se encargaría él mismo de acabar con Dewey. El 23 de octubre de 1935, dos hombres de "Lepke", Mendy Weiss y Charlie "The Bug" Workman asesinaron a Schultz y a miembros de su banda en Newark (New Jersey).

## Prisión y ejecución
En la segunda mitad de la década de 1930, Buchalter comenzó a tener serios problemas con la justicia. En 1937 fue condenado por sus manejos en los sindicatos. Su apelación fue denegada, pero el juez Martin T. Manton anuló la decisión y Buchalter pudo salir en libertad bajo fianza de 3 000 dólares (el juez sería más adelante apartado de su cargo). Buchalter, sin embargo, no se sentía seguro, y durante los meses siguientes se decidió a eliminar a todos aquellos que podrían testificar contra él. Se cree que en esta época acabó con unos doce jefes de baja categoría. 
En 1939 fue arrestado, acusado de asesinato, implicado por Abe Reles, uno de los pistoleros a las órdenes de Buchalter en Murder Inc. Para escapar a la silla eléctrica, Reles aceptó colaborar con las autoridades, y suministró información detallada sobre 35 asesinatos cometidos por su organización. Su testimonio enviaría a la silla eléctrica a varios de sus compañeros en Murder Inc., entre ellos Harry "Pittsburgh Phil" Strauss, Martin "Buggsy" Goldstein, Mendy Weiss, y Harry "Happy" Maione. Reles implicó además a Buchalter en el asesinato, ocurrido en 1936, del dueño de una tienda de caramelos de Brooklyn, llamado Joseph Rosen, y en otros tres crímenes. 
Se dictó contra él una orden de busca y captura, y se ofreció una recompensa de 50 000 dólares. El FBI lo buscaba por tráfico de drogas, y el fiscal especial de la Ciudad de Nueva York, Thomas E. Dewey, por su relación con el Sindicato del Crimen. Engañado por un amigo de la infancia, Moey Dimples, "Lepke" aceptó entregarse a los federales, a condición de no ser juzgado por las autoridades del Estado de Nueva York. Esperaba así enfrentarse a una pena de menor cuantía. En marzo de 1940, un tribunal federal lo sentenció a 15 años de prisión. En abril fue enviado a la Penitenciaría Leavenworth, en el estado de Kansas. 
A pesar de los esfuerzos de sus abogados, en 1941 fue de nuevo enviado a Nueva York para ser juzgado por el asesinato de Joseph Rosen. El 30 de noviembre de ese año, fue hallado culpable de asesinato en primer grado, delito que en la época era castigado en el estado de Nueva York con la pena de muerte. Con él, fueron sentenciados a la pena máxima los ejecutores materiales del asesinato de Rosen, sus hombres Emanuel "Mendy" Weiss y Louis Capone (sin ninguna relación con Al Capone). 

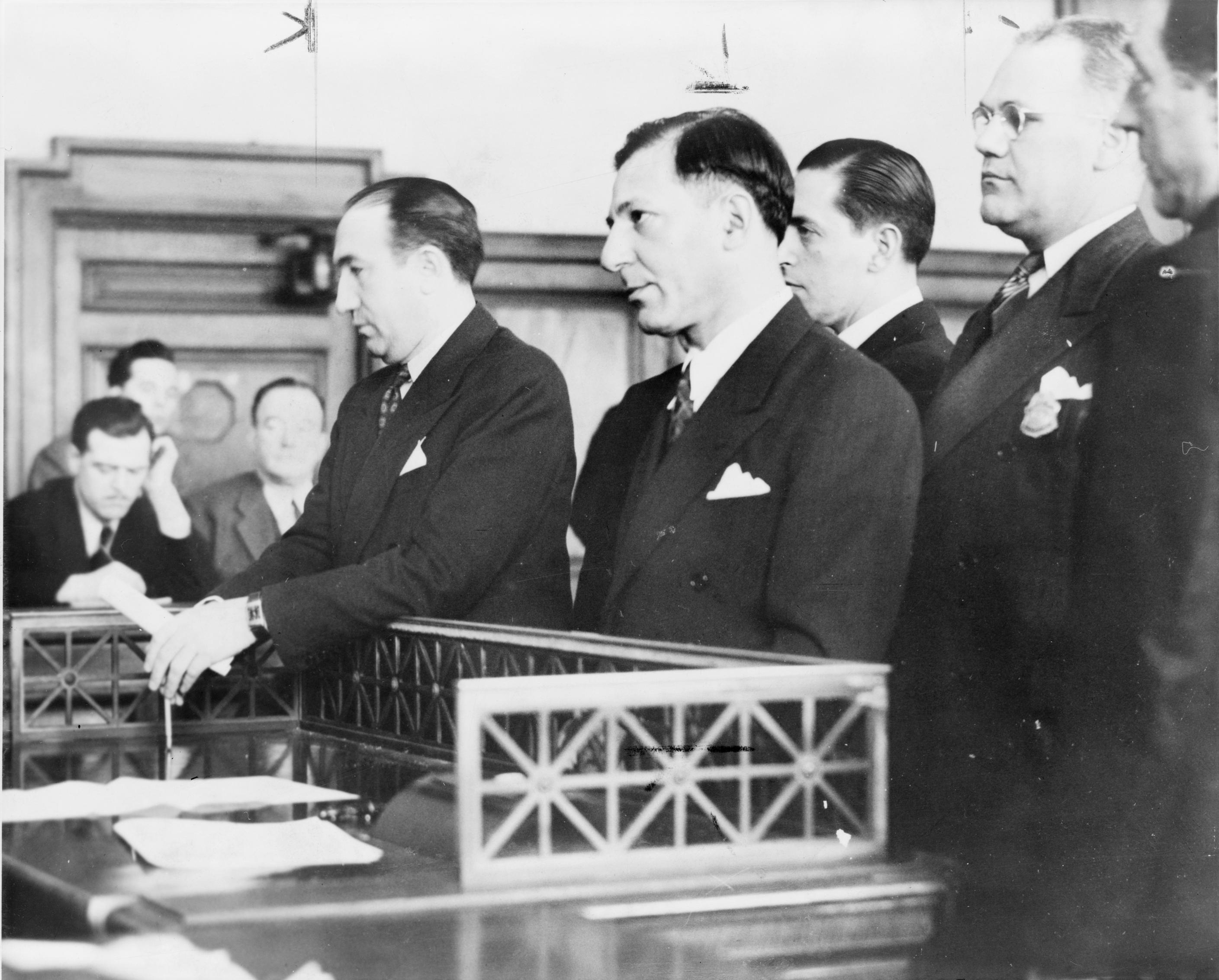
Buchalter durante su sentencia.

Buchalter y sus hombres murieron ejecutados en la silla eléctrica, en la prisión de Sing Sing, el 4 de marzo de 1944.

## "Lepke" en el cine y la televisión
Basada en la vida de Buchalter, se estrenó en 1975 la película Lepke, dirigida por Menahem Golan, con Tony Curtis en el papel protagonista. No era, sin embargo, la primera vez que el personaje era encarnado por un actor en la gran pantalla, ya que en 1960, en la película El sindicato del crimen (Murder Inc.), el papel de Lepke había sido interpretado por David J. Stewart. Más adelante, el personaje haría fugaces apariciones en otras películas, como Los archivos secretos del FBI (The Private Files of Edgar J. Hoover, 1977), y Gangster Wars (1981).
En la serie de televisión Los intocables (1959-1963), el papel de Lepke fue encarnado sucesivamente por varios actores: Joseph Ruskin, Robert Carricart y Gene Roth.